# تركيب جديد
تركيب جديد أو توفيقية جديدة أو توليفة جديدة (Combinatio nova)، يختصر بـ comb. nov. ( (في بعض الأحيان n. comb)، وهي من لاتينية تعني "تركيبة جديدة".يُستحدم المصطلح في أدبيات علم الأحياء التصنيفي عندما يُقدم اسم جديد بناءً على اسم موجود مسبقًا. يجب عدم الخلط بين المصطلح Combinatio nova وSpecies nova "نوع جديد"، المستخدمة في الأنواع التي لم تُسمى من قبل.
هناك ثلاث حالات للتركيب الجديد
- تُنقل الأصنوفة إلى جنس مختلف

- تُنقل أصنوفة غير محددة إلى نوع مختلف

- تغيير المرتبة التصنيفية للأصنوفة

## روابط خارجية
- Basonyms, new combinations - bacterio.cict.fr.